# 出位江湖
《出位江湖》（英語：Road for the Heroes）（台灣定名闖蕩江湖）是香港電視廣播有限公司拍攝製作的古裝武俠劇集，全劇共20集，由郭晉安及江欣燕領銜主演，監製李艷芳。
此劇於1992年2月10日海外發行而未曾在香港首播。

## 故事大綱
講述無血緣關係的兩兄弟餃子和文明自小隱居山林，後來因為義父死亡，進入武林，闖蕩江湖的故事。 
餃子後來發現文明是女，經過一連串事件後二人結成夫婦。

## 演員表

### 主角
| 演員   | 角色  | 暱稱／關係       |
| 郭晉安 | 餃 子 | 文明義兄後為其夫 |
| 江欣燕 | 文 明 | 餃子義妹後為其妻 |

### 紅葉秋山派
| 演員   | 角色     | 暱稱／關係                                    |
| 鮑 方  | 若 愚    | 司馬行空+毛語問+凌種芒之師傅                  |
| 白 彪  | 司馬行空 | 後來自創秋山派                                |
| 羅樂林 | 毛語問   | 後來自創紅葉教                                |
| 柳影虹 | 莫 盈    | 小師妹 曾喜歡司馬行空 毛語問的暗戀對象 後出家 |
| 劉 江  | 凌種芒   | 文明餃子的養父後被殺死                        |

### 秋山派
| 演員   | 角色     | 暱稱／關係                  |
| 白 彪  | 司馬行空 | 偽君子 毛語問天敵於結局和好 |
| 陳珮珊 | 洛靜琳   | 曾喜歡文明 後來和掃地結婚   |
| 博 君  | 掃 地    | 暗戀洛靜琳後為其夫          |
| 陶大宇 | 達生平   | 魔王 後來被關起來           |
| 胡櫻汶 | 宋婉兒   | 喜歡達生平被其玩弄後自殺    |
| 吳 剛  | 胡 剛    | 大師兄                      |
| 李煜生 | 岳 洋    |                             |
| 區 嶽  | 常掌老   | 長老                        |
| 呂劍光 | 余掌老   | 長老                        |
| 陳均榕 | 宋 鳴    | 長老                        |
| 黃建峰 | 弟子甲   | 弟子                        |
| 曾建明 | 弟子乙   | 弟子                        |

### 紅葉教
| 演員   | 角色      | 暱稱／關係                      |
| 羅樂林 | 毛語問    | 真小人 司馬行空天敵於結局和好   |
| 黎芷珊 | 詠 詠     | 曾暗戀文明 後來和入定禪師在一起 |
| 劉秀萍 | 素 素     | 暗戀餃子後自殺                  |
| 蕭山仁 | 江南五 妖 | 五毒之夫 詠詠之父               |
| 陳惠瑜 | 江南五 毒 | 五妖之妻 詠詠之母               |
| 麥子雲 | 忠離仇    | 手下                            |

### 其他門派
| 演員   | 角色     | '暱稱／關係       |
| 蔡國權 | 入定禪師 | 後結婚            |
| 承 恩  | 洪 八    | 轎幫幫主          |
| 焦 雄  | 武當掌門 | 掌門 最後解散武林 |
| 黎秀英 | 峨眉掌門 | 掌門 最後解散武林 |
| 凌 漢  | 崆峒掌門 | 掌門 最後解散武林 |
| 何壁堅 | 少林方丈 | 方正 最後解散武林 |

### 其他演員
| 演員   | 角色   | 暱稱／關係    |
| 羅 蘭  | 方 圓  | 世外高人      |
| 陳忠堅 | 任清風 | 清風          |
| 劉桂芳 | 春 桃  | 妓女 文明之母 |

## 軼事
此劇雖然未曾在香港播映，但由張學友和湯寶如合唱的片尾曲《相思風雨中》卻成為1992年大熱合唱歌曲，在本劇沒有播出作配合的情況下先後在1992年度十大勁歌金曲頒獎典禮獲得「最受歡迎合唱歌曲獎」，以及在1992年度新城勁爆家族音樂大賞中獲得「勁爆最受歡迎卡拉OK歌曲」。